# زمین‌لرزه ۱۹۷۳ چین
زمین‌لرزه چین  در تاریخ ۶ فوریه ۱۹۷۳ میلادی، برابر با ‎۱۷ بهمن ۱۳۵۱، ساعت ۱۰:۳۷:۱۰ به زمان یوتی‌سی در چین رخ داد. ژرفای این زلزله ۵٫۹ کیلومتر بود، و بزرگی آن ۷٫۷ در مقیاس ریشتر اعلام شده‌است. زمین‌لرزه به وقت محلی در روز سه‌شنبه، ساعت ۱۸ روی داده و منطقه زمانی آن یوتی‌سی +۸ بوده‌است .
سازمان زمین‌شناسی آمریکا نیز رومرکز این زمین‌لرزه را در مختصات ۳۱°۲۳′۵۳″شمالی ۱۰۰°۳۴′۵۲″شرقی / ۳۱٫۳۹۸°شمالی ۱۰۰٫۵۸۱°شرقی و ژرفای آنرا در ۳۳ کیلومتر گزارش کرده است. بزرگی برگزیدهٔ این سازمان از میان بزرگیهای محاسبه‌شدهٔ مختلف ۷٫۷ در مقیاس ریشتر بوده و از دید اثر، در میان چهار دسته‌بندی «نامحسوس»، «محسوس»، «زیان‌آور» یا «با تلفات»، زلزله را «با تلفات» اعلام کرده‌است.
شمار کشتگان زلزله حدود ۲۱۹۹ نفر بوده‌است.تعداد زخمیان ۲۷۴۳ نفر برآورده شده‌است.